# Лупа (алгебра)
Лупа (от англ. loop — «петля») — квазигруппа с единицей, то есть с таким элементом {\displaystyle e}, что {\displaystyle xe=ex=x} для любого элемента {\displaystyle x} из квазигруппы.
Значение луп в теории квазигрупп определяется следующей теоремой: всякая квазигруппа изотопна некоторой лупе.
На лупы распространяются многие понятия и результаты теории групп. Однако некоторые обычные свойства групп могут и не иметь места для луп. Стоит открытым вопрос о переносимости теоремы Лагранжа о порядке подгруппы в конечной группе на случай конечных луп (в случае луп Муфанг вопрос был закрыт в 2003 году — ответ положительный).